# Lou Carter
Louis „Lou“ Carter (* 15. September 1918 in Newark, New Jersey; † 25. September 2005 in Glen Ridge, New Jersey) war ein amerikanischer Jazzmusiker (Piano, auch Gesang, Komposition).

## Wirken
Carter spielte in verschiedenen Bigbands, u. a. denen von Jimmy Dorsey und Glenn Gray. Mit zwei weiteren Mitgliedern des Jimmy Dorsey Orchestra gründete er 1946 das Trio The Soft Winds, neben Carter waren das Herb Ellis und Johnny Frigo. Die Gruppe spielte Aufnahmen bei den Labels Majestic und Mercury ein und schrieb die Hits I Told Ya I Love Ya, Now Get Out und Detour Ahead. Letzterer wurde zum Jazzstandard und von Musikern wie Billie Holiday, Sarah Vaughan, Ella Fitzgerald, Irene Kral, Stan Getz und Woody Herman aufgenommen.
Nach der Auflösung des Trios war Carter Sideman verschiedener Gruppen, u. a. wirkte er 1959 an zwei Alben Buck Claytons mit. Dann startete er eine Karriere als Sänger; in der Fernsehshow von Perry Como trat er seit dem Ende der 1950er Jahre mehrfach als singender Taxifahrer auf und veröffentlichte unter eigenem Namen sein Debütalbum Louie's Love Songs. 1991 wirkte er als Sänger an einem Album von Warren Vaché Sr. mit.
Während des Floating Jazz Festival 1995 kam es zu einer Reunion der Soft Winds. Aus zuvor unveröffentlichten Rundfunkaufnahmen der Jahre 1947–1948 sowie elf Neueinspielungen entstand auf Carters Initiative das Doppelalbum Then and Now: The Soft Winds, 1946–1996. Er lebte 41 Jahre lang in Bloomfield. Mit 87 Jahren verstarb er im Mountainside Hospital von Glen Ridge.

## Diskographische Hinweise
- Louie's Love Songs (1957)
- Louie Writes Again (1958)
- How Deep Is Which Ocean? (1960)